# Glypta flaviscutator
Glypta flaviscutator là một loài tò vò trong họ Ichneumonidae.